# Новоалександрополь
Новоалександрополь (укр. Новоолександропіль) — село,
Славгородский поселковый совет,
Синельниковский район,
Днепропетровская область,
Украина.
Код КОАТУУ — 1224856203. Население по переписи 2001 года составляло 63 человека.

## Географическое положение
Село Новоалександрополь находится на расстоянии в 2 км от села Третяковка.
Рядом проходит железная дорога, станция Славгород-Южный в 5-и км.